# 浚稽州
浚稽州，唐朝羁縻州。
初置年代及部落均不详。约在今蒙古国巴彦洪戈尔省东南部。永淳、垂拱时突厥、铁勒相继叛唐后废，复建于河套内地。属安北都护府。 